# Ulica Dworcowa w Bytomiu
Ulica Dworcowa w Bytomiu (dawniej niem. Bahnhofstraße, w PRL-u: ulica 1 Maja) – główna ulica handlowa śródmieścia Bytomia, położona południkowo, łącząca plac Tadeusza Kościuszki z placem Michała Wolskiego.
Ulica Dworcowa jest szeroka na 15 metrów i długa na 445 metrów. Na całej długości jest deptakiem wyłączonym z ruchu kołowego, z wyjątkiem rowerów. W 1992 roku została przeprowadzona przebudowa ulicy, podczas której wymieniono nawierzchnię na naturalną z kostki granitowej i ustawiono nowe latarnie. Projekt przebudowy przygotowało Biuro Studiów i Projektów z Gliwic. Jego autorami są architekci Barbara i Piotr Średniawa oraz inżynier Henryk Dziurok.
Ulica powstała w Średniowieczu, przecinając ówczesne przedmieście. Obecnego znaczenia nabrała w połowie XIX wieku, gdy Bytom przyłączono do linii kolejowej, a na jednym z jej końców wybudowano dwa dworce kolejowe (zob. Bytom (stacja kolejowa)). Od tego momentu pełni funkcję reprezentacyjną, w wyniku czego powstawały przy niej bogato zdobione kamienice mieszczące hotele, restauracje, kawiarnie i sklepy z różnych branż. Wszystkie budynki, prócz trzech kamienic znajdujących się na południowym końcu ulicy, zachowały się do dziś.
U północnego wylotu ulicy znajduje się plenerowa rzeźba Świetlik.

## Architektura

### Zabudowa pierzei zachodniej
- kamienica z 1899 roku (nr 2)[2]
- kamienica z końca XIX wieku, przebudowana w dwudziestoleciu międzywojennym (nr 4)[2]
- kamienica z lat 80. XIX wieku, przebudowana w dwudziestoleciu międzywojennym (nr 6)[2]
- kamienica z 1887 roku (nr 8)[2]
- kamienica z 1908 roku, projektu Karla von Kozlowskiego (nr 10)[3] (nr rej.: A/1158/23[4])
- hotel z 1886 roku, przebudowany po 1920 roku, obecnie dom mieszkalny (nry 12–14, zabytek, nr rej.: A/1666/97 z 17 grudnia 1997)[5]
- hotel Sanssouci, obecnie hotel Bristol z 1858 roku, przebudowany w 1910 roku (nr 16, zabytek, nr rej.: A/1653/97 z 15 grudnia 1997, nr rej.: A/718/2020 z 9 października 2020)[5][6]
- kamienica z końca XIX wieku, przebudowana w 1. ćwierci XX wieku (nr 18)[2]
- trójkondygnacyjna kamienica z oficyną z 1899 roku, przebudowana w pierwszej ćwierci XX wieku[2], projektu Alfonsa Powollika (nr 20)[7]
- czterokondygnacyjna secesyjna kamienica z 1905 roku, projektu Wilhelma Hellera (nr 22)[8]
- trójkondygnacyjna kamienica z trzema oficynami z 1894 roku, projektu Alfonsa Powollika (nr 24)[9]
- kamienica z 1871 roku, przebudowana w 1928 roku (nr 26)[2]
- kamienica z 1873 roku (nr 28)[2]
- kamienica z lat 70. XIX wieku, przebudowana w 1886 roku oraz w dwudziestoleciu międzywojennym (nr 30)[2]
- kamienica z 2. połowy XIX wieku, przebudowana w dwudziestoleciu międzywojennym (nr 32)[2]
- kamienica z 1893 roku (nr 34)[2]
- kamienica z końca XIX wieku (nr 36)[2]

### Zabudowa pierzei wschodniej
- trójkondygnacyjna kamienica z 1896 roku (lub 1893 roku[2]), nadbudowana w dwudziestoleciu międzywojennym[2], projektu Paula Gaertego (nr 1)[10]
- kamienica z końca XIX wieku (nr 3)[2]
- kamienica z końca XIX wieku, przebudowana w dwudziestoleciu międzywojennym (nr 5)[2]
- kamienica z około 1880 roku (nr 7)[2]
- kamienica z około 1890 roku (nr 9)[2]
- kamienica z 1889 roku (nr 11)[2]
- kamienica z 1870 roku, przebudowana w 1911 roku (nr 13)[2]
- kamienica z 1893 roku (nr 15)[2]
- kamienica z 1904 roku (nr 17 / ul. Stanisława Moniuszki 11)[2]
- Budynek Hotelu Reichshof (Hotel Nowaka, Hotel Pionier), narożna secesyjna kamienica czterokondygnacyjna z 1905 roku, projektu Franza Sotzika[11] (nr 19, zabytek nr rej. A/1654/97 z 15 grudnia 1997[5], nr rej. A/717/2020 z 9 października 2020[6])
- kamienica z 2. połowy XIX wieku, przebudowana w dwudziestoleciu międzywojennym (nr 21)[2]
- kamienica z 2. połowy XIX wieku, przebudowana w dwudziestoleciu międzywojennym (nr 23)[2]
- kamienica z 1891 roku (nr 25–27)[2]
- czterokondygnacyjna kamienica z trzema oficynami z 1901 roku, projektu Edmunda Trossina (nr 29)[12]
- kamienica z lat 70. XIX wieku, przebudowana w 1886 roku oraz w dwudziestoleciu międzywojennym (nr 31)[2]

## Galeria

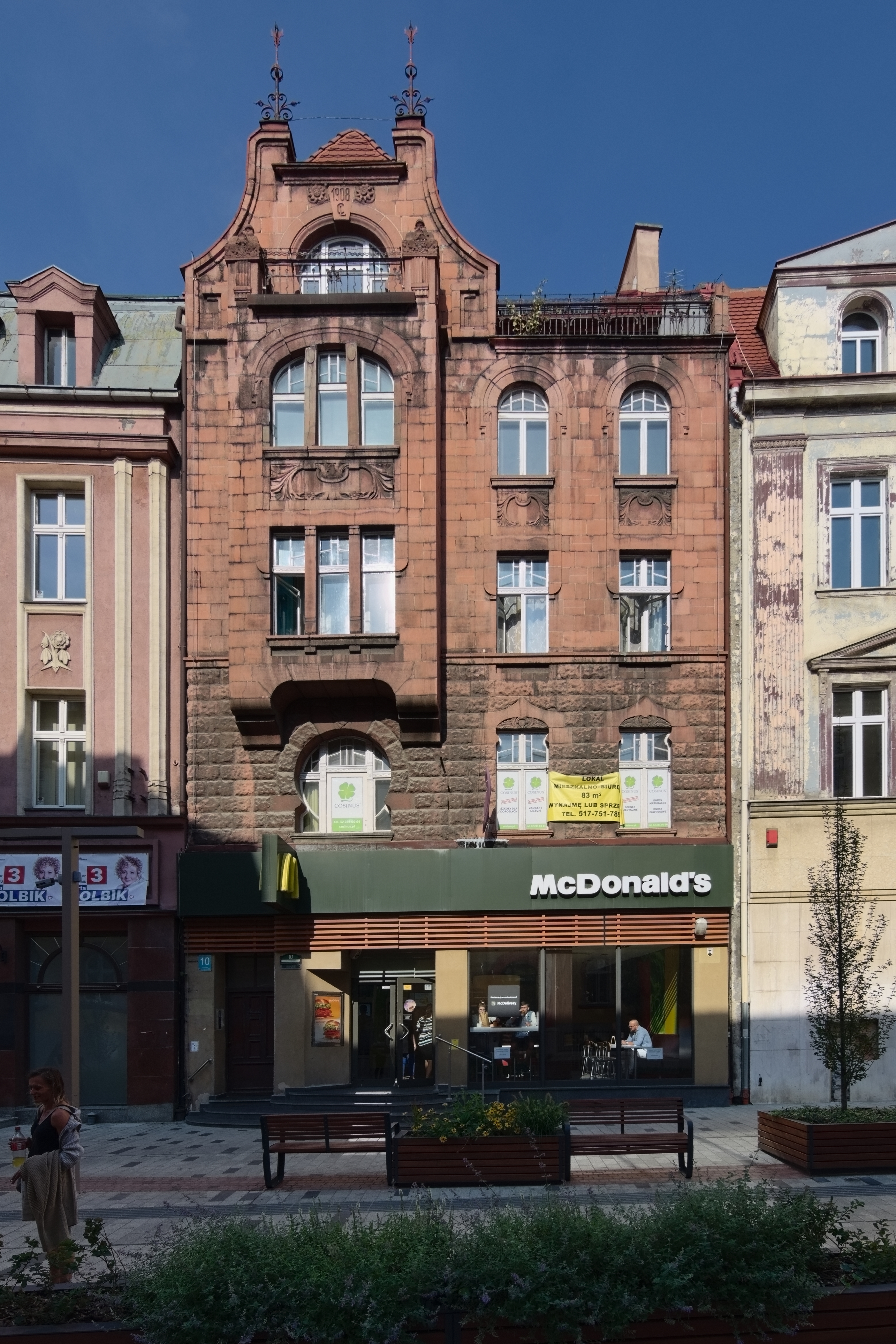
Kamienica pod numerem 10 (2023)
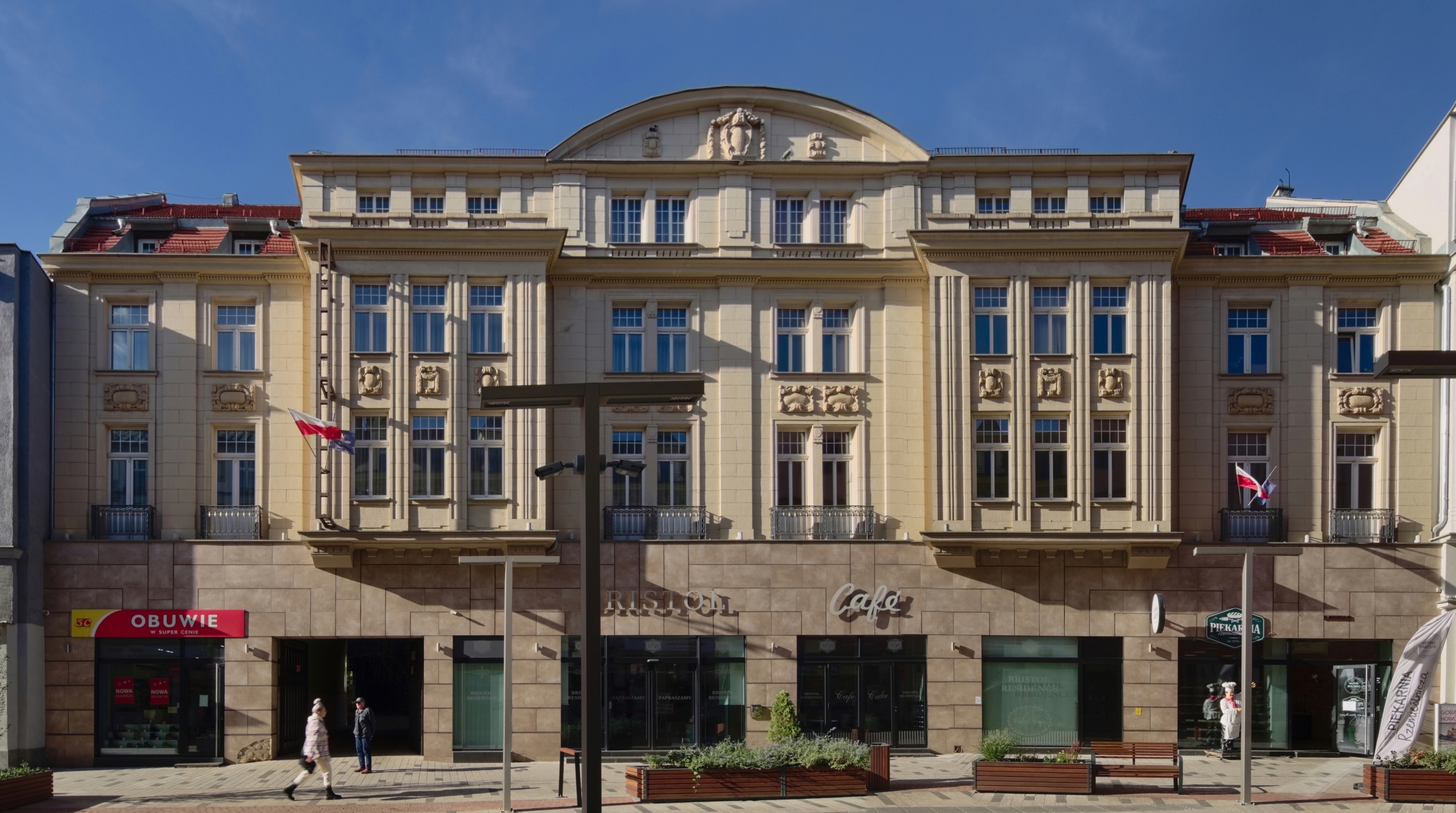
Kamienica pod numerema 16 (2023)
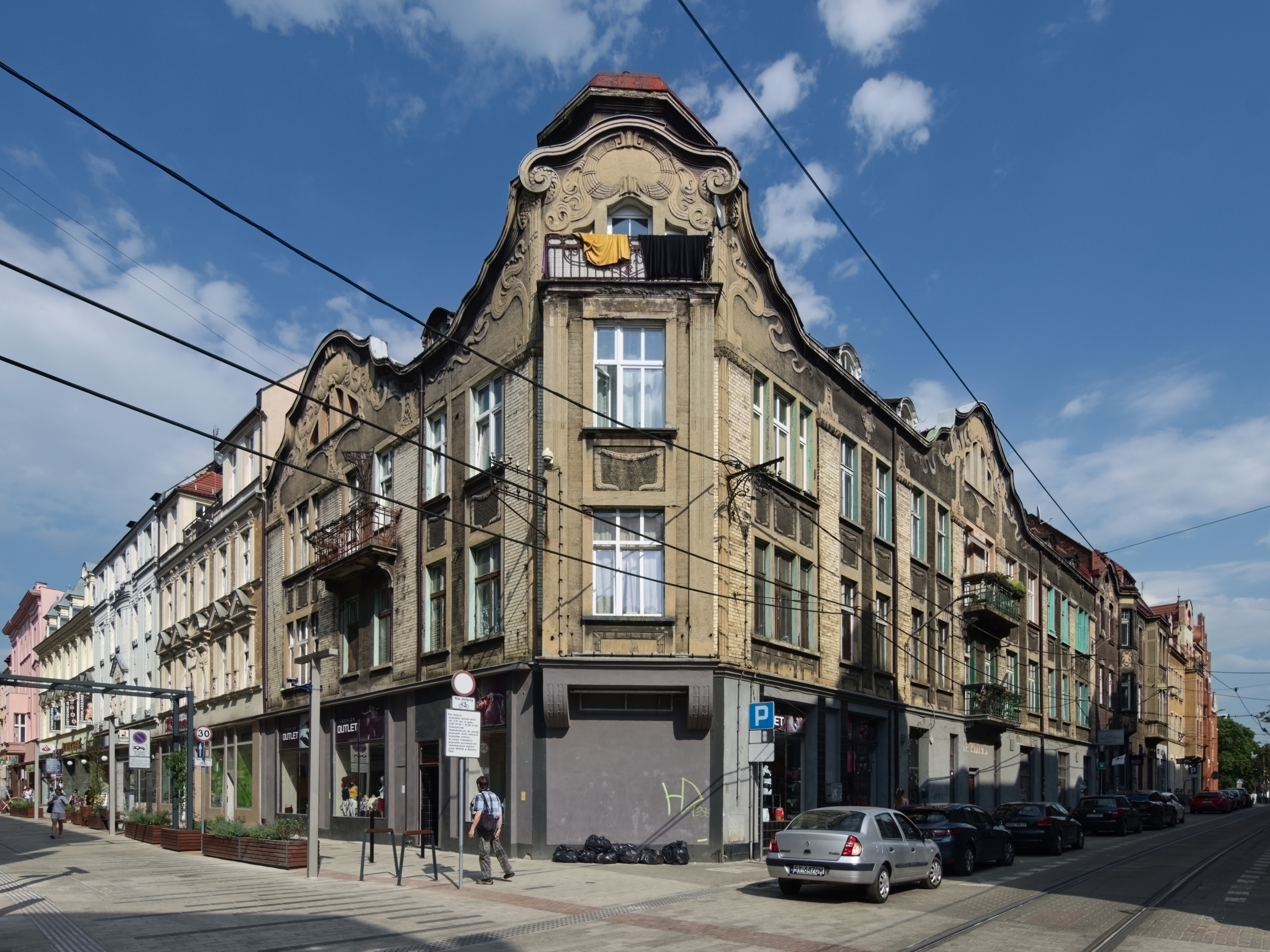
Kamienica pod numerem 17 (2023)
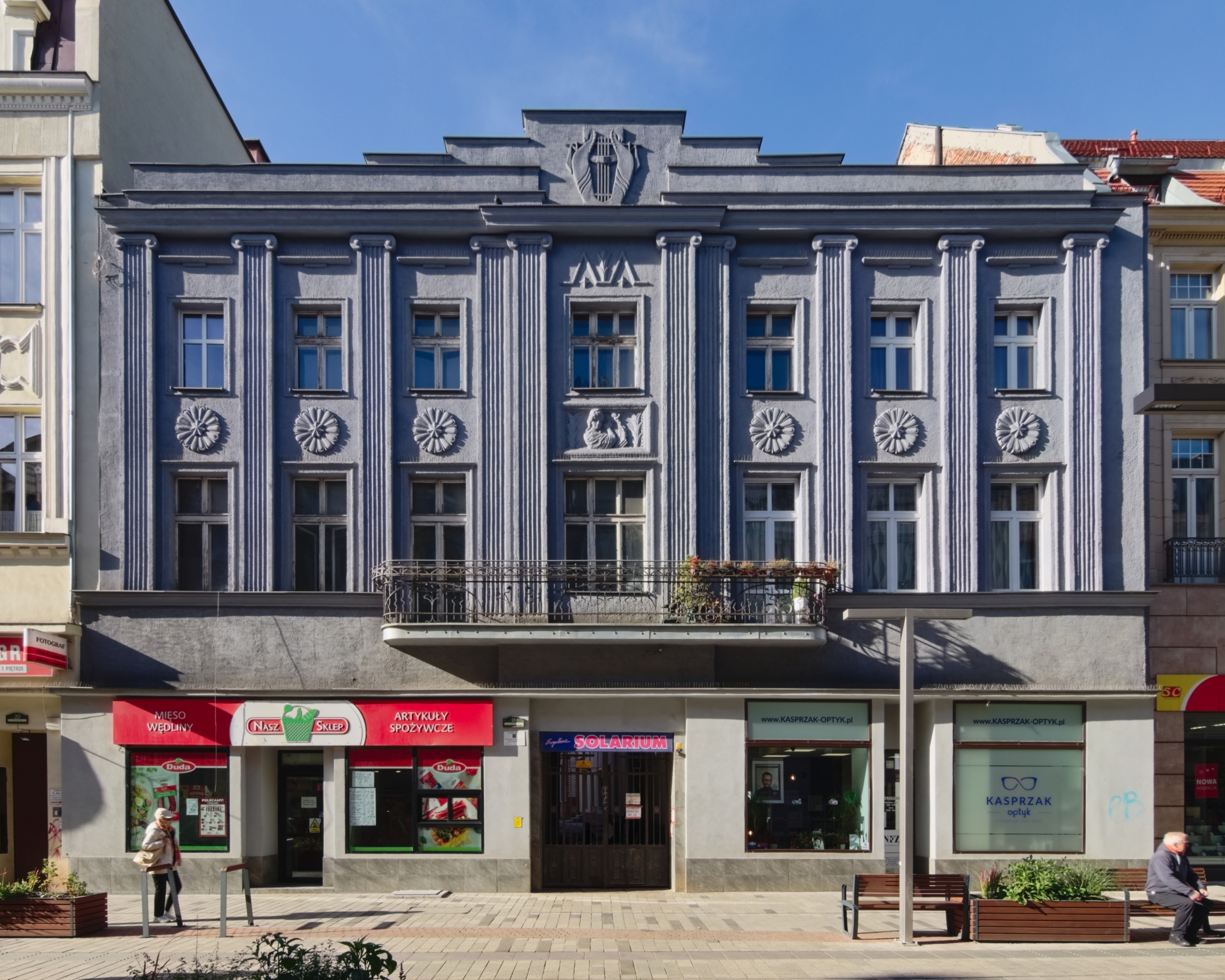
Kamienica pod numerem 18 (2023)
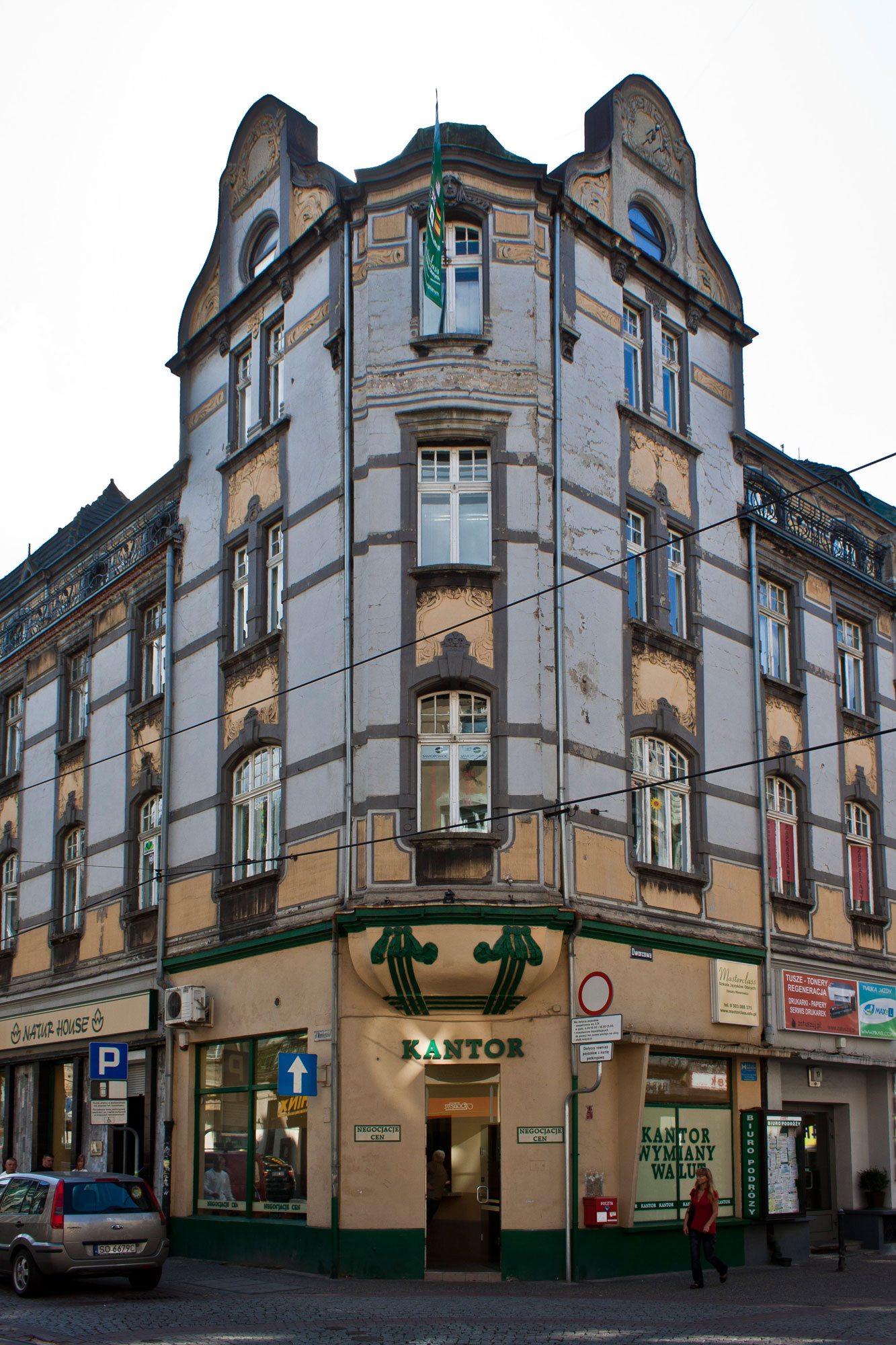
Kamienica pod numerem 19 (2011)
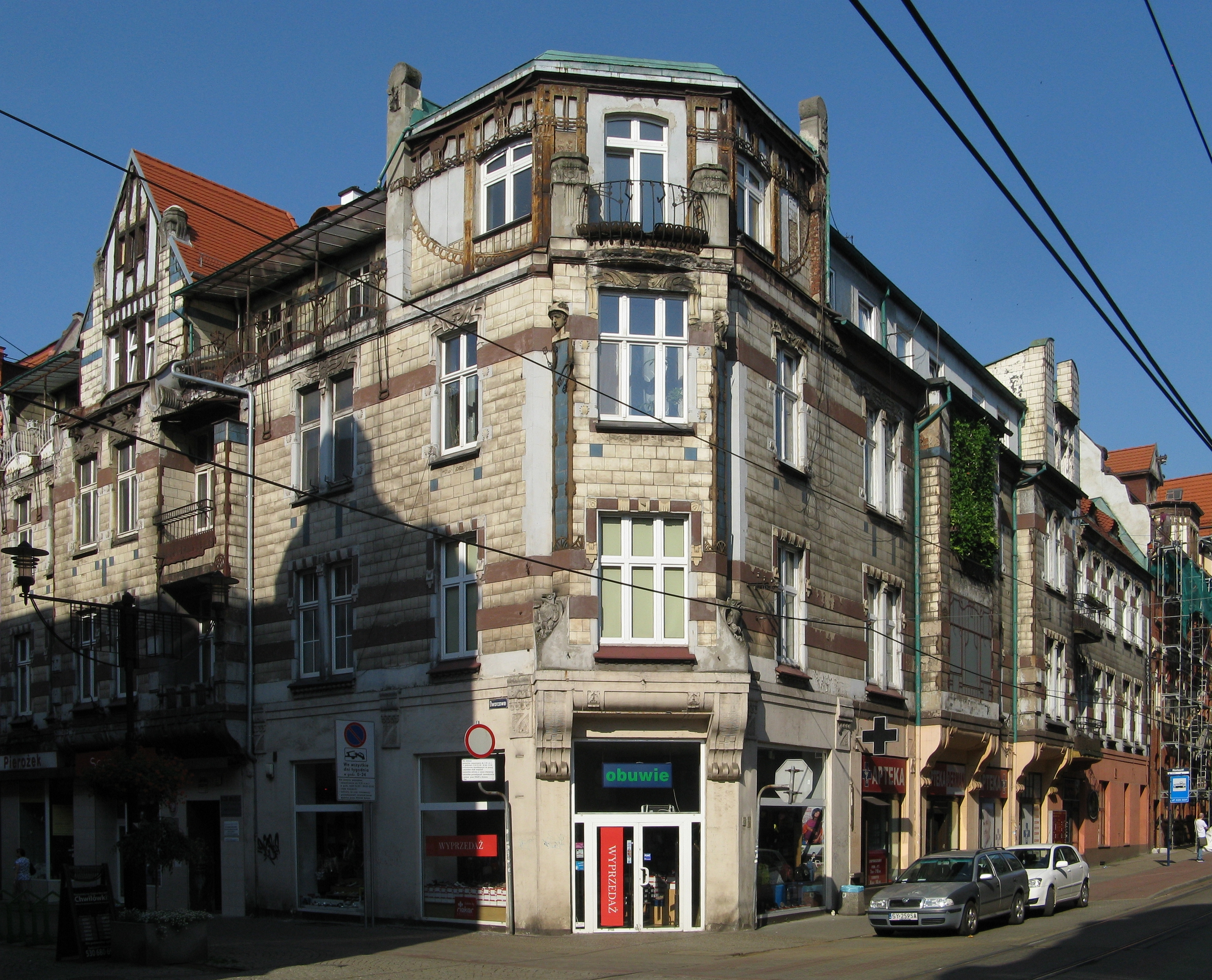
Kamienica pod numerem 22 (2018)
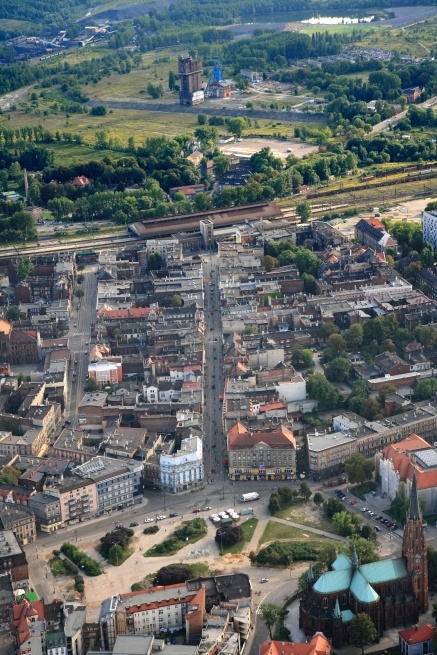
Ulica Dworcowa z lotu ptaka